# Jay L. Johnson
Jay L. Johnson, född 5 juni 1946, är en amerikansk före detta amiral i USA:s flotta.
Johnson växte upp i West Salem, Wisconsin och tog kandidatexamen 1968 från United States Naval Academy i Annapolis, Maryland och vidareutbildade sig till pilot för flygplanstypen F-8 Crusader, och senare för F-14 Tomcat. Mellan åren 1996 och 2000 var han Chief of Naval Operations, det högsta yrkesmilitära befattningen i USA:s flotta.
2009 blev Johnson vald att efterträda Nicholas D. Chabraja som vd för den amerikanska vapentillverkaren General Dynamics Corporation. Ett år senare valdes Johnson återigen till att efterträda Chabraja, den här gången som styrelseordförande. 1 januari 2013 efterträddes Johnson av General Dynamics president och COO Phebe N. Novakovic som styrelseordförande och vd.